# Vuelo 386 de Aerolíneas Argentinas

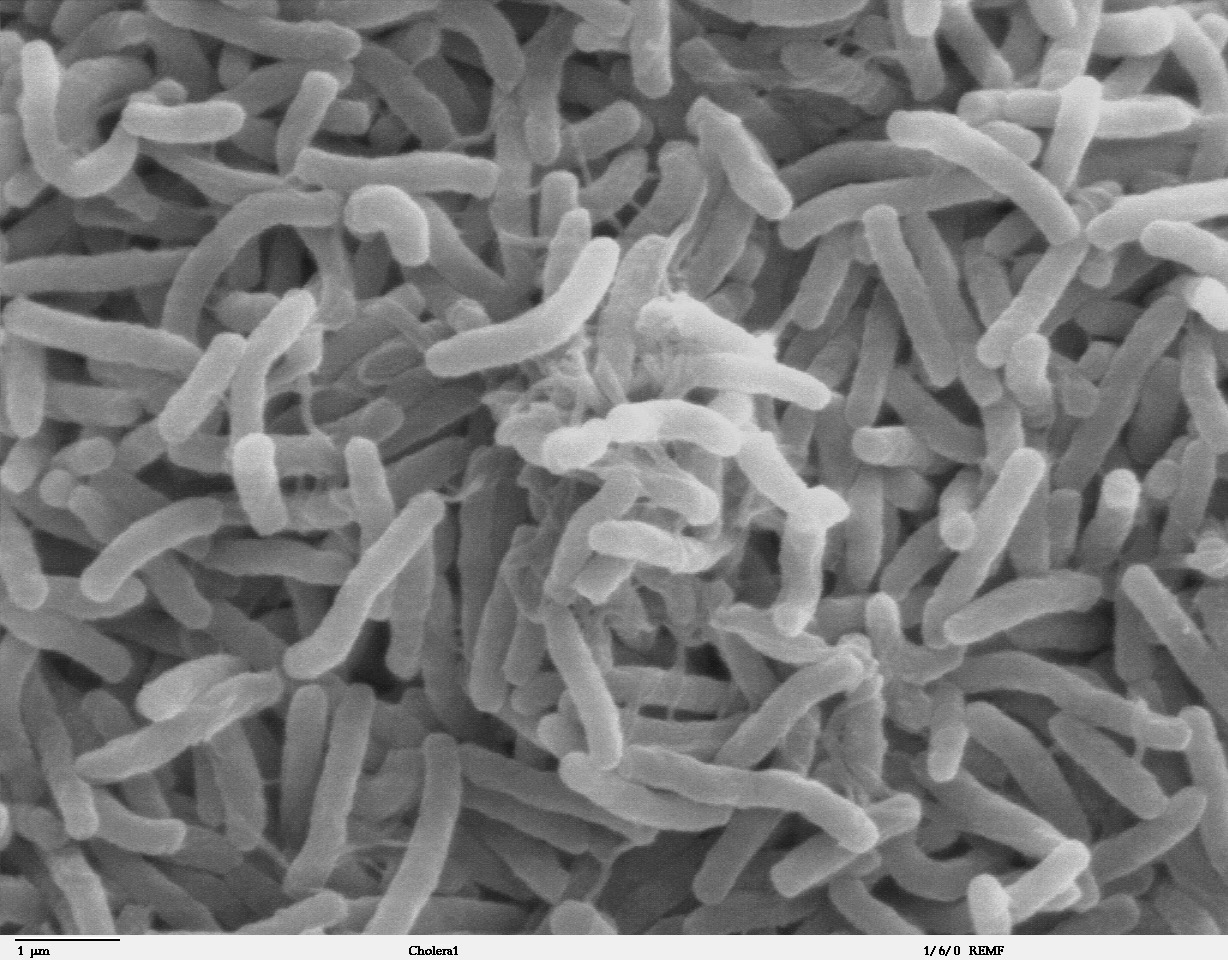
Vibrio cholerae: La bacteria que causa el cólera.

El Vuelo 386 de Aerolíneas Argentinas, también conocido como el vuelo del Día de San Valentín, hace referencia a un incidente a bordo de un vuelo regular que transportaba comida contaminada con cólera que fue distribuida a los pasajeros.

## Desarrollo
El 14 de febrero de 1992, un Boeing 747-287B de Aerolíneas Argentinas, registro LV-MLR, en curso a Los Ángeles, California, Estados Unidos, procedente del Aeropuerto Internacional Ministro Pistarini, Buenos Aires, Argentina, con un aterrizaje intermedio programado en el Aeropuerto Internacional Jorge Chávez en Lima. Había 336 pasajeros y 20 tripulantes a bordo en el tramo Lima-Los Ángeles. De los 336 pasajeros, los Estados Unidos fue el destino final para 297 de estos. Dos pasajeros eligieron Canadá como su destino final, mientras que 37 tenían como destino final Japón.
Los camarones contaminados fueron introducidos en el avión en Lima, un año después de una epidemia de cólera en Perú. Cinco pasajeros mostraron signos de enfermedad inmediatamente después de aterrizar en el Aeropuerto Internacional de Los Ángeles. Pocos días después el número se incrementó hasta los 76. Uno de ellos, un hombre de setenta años, llamado Aníbal Cufré, murió de la enfermedad. El cólera de la comida contaminada no se expandió a otras zonas de los Estados Unidos.
El 4 de marzo, 172 pasajeros y una tripulante de cabina se sometieron a los test de cólera. De la gente descubierta con cólera, todos ellos a excepción de dos estaban sentados en clase turista; los pasajeros de primera clase comieron un menú diferente al de clase turista. El 5 de marzo, los inspectores del Departamento de Salud del Condado de Los Ángeles determinaron que los camarones estaban contaminados con cólera. Como otros pasajeros comieron otras cosas y también se sentían enfermos, los inspectores no eliminaron otras posibilidades.
La OACI sostuvo que la responsabilidad de seguridad de la empresa operadora no variaba por la subcontratación de cáterin u otros elementos a terceros.

## Desarrollos posteriores
En 1995, la WHO en consultas con la ICAO y la IMO desarrollaron acuerdos explícitos sobre el manejo del riesgo de transmisión de cólera y otras enfermedades infecciosas por aire y mar. En 1998 se produjo la mejora en los aviones de los procedimientos de desinfección.
La OACI ahora tiene impuestas las recomendaciones de la International Travel Catering Association.